# Wojciech Kowalewski
Wojciech Kowalewski (pronunție în poloneză [ˈvɔjtɕɛx kɔvaˈlɛvski]; n. 11 mai 1977 în Białystok), este un fotbalist  Arhivat în 4 martie 2012, la Wayback Machine. polonez retras din activitate, care a jucat pe postul de portar.

## Cariera la club
Kowalewski și-a făcut debutul în Prima Ligă Poloneză pentru Wigry Suwałki în sezonul 1996-97, ajungând la Legia, pentru care a jucat un singur meci, apoi la Dyskobolia Grodzisk, reușind să se impună la Legia la revenire. În retur a fost cumpărat de FC Șahtior Donețk și unde a primit un singur gol în nouă meciuri, cu Șahtior câștigând pentru prima dată titlul în Ucraina. În 2003 a ajuns la Spartak Moscova, unde a fost titular, servind chiar și ca vice-căpitan. La sfârșitul anului 2007, și-a pierdut locul de titular, fiindu-i luat de Stipe Pletikosa, astfel că el a cerut să plece de la club. În decembrie 2007, Spartak a fost de acord să-i rezilieze contractul. El nu a jucat niciun meci pentru Spartak în peste un an.
Pe 17 ianuarie 2008 s-a anunțat că Kowalewski participă la probe pentru clubul Reading din Premier League. Pe 3 februarie 2008, Kowalewski a semnat un contract pe trei ani cu clubul polonez Korona Kielce.
Kowalewski are o reputație de apărător al penaltiurilor, reușind să apere penaltiul lui Vladimir Leonchenko care marcase până atunci de 13 ori consecutiv. A fost urmărit de Legia Varșovia, dar a semnat în loc cu nou promovata din Prima Ligă Rusă Sibir Novosibirsk .

## Carieră la națională
Kowalewski a debutat la naționala Poloniei în februarie 2002, dar a apărut sporadic până la meciurile contând pentru calificarea la Euro 2008. A fost înlocuit de către Artur Boruc după primirea unui al doilea galben împotriva Portugaliei, la 11 octombrie 2006. Polonia a câștigat acel meci cu 2-1.
Kowalewski l-a înlocuit Tomasz Kuszczak în lotul Poloniei de la Euro 2008, cel din urmă accidentându-se în timpul unui meci jucat de Manchester United.
În septembrie 2009, el a fost rechemat la echipă, jucând cu Cehia și Slovacia.